# Torre de Sant Joan (Amposta)
La Torre de Sant Joan és una antiga torre de defensa situada a la població de Poble Nou del Delta al municipi d'Amposta (Montsià). Fou construïda l'any 1576 per ordre de Felip II per a la defensa dels atacs de la pirateria sarraïna. La torre es troba en un estat de conservació prou deficient, amb les parets de mur mig derruïdes.

## Descripció

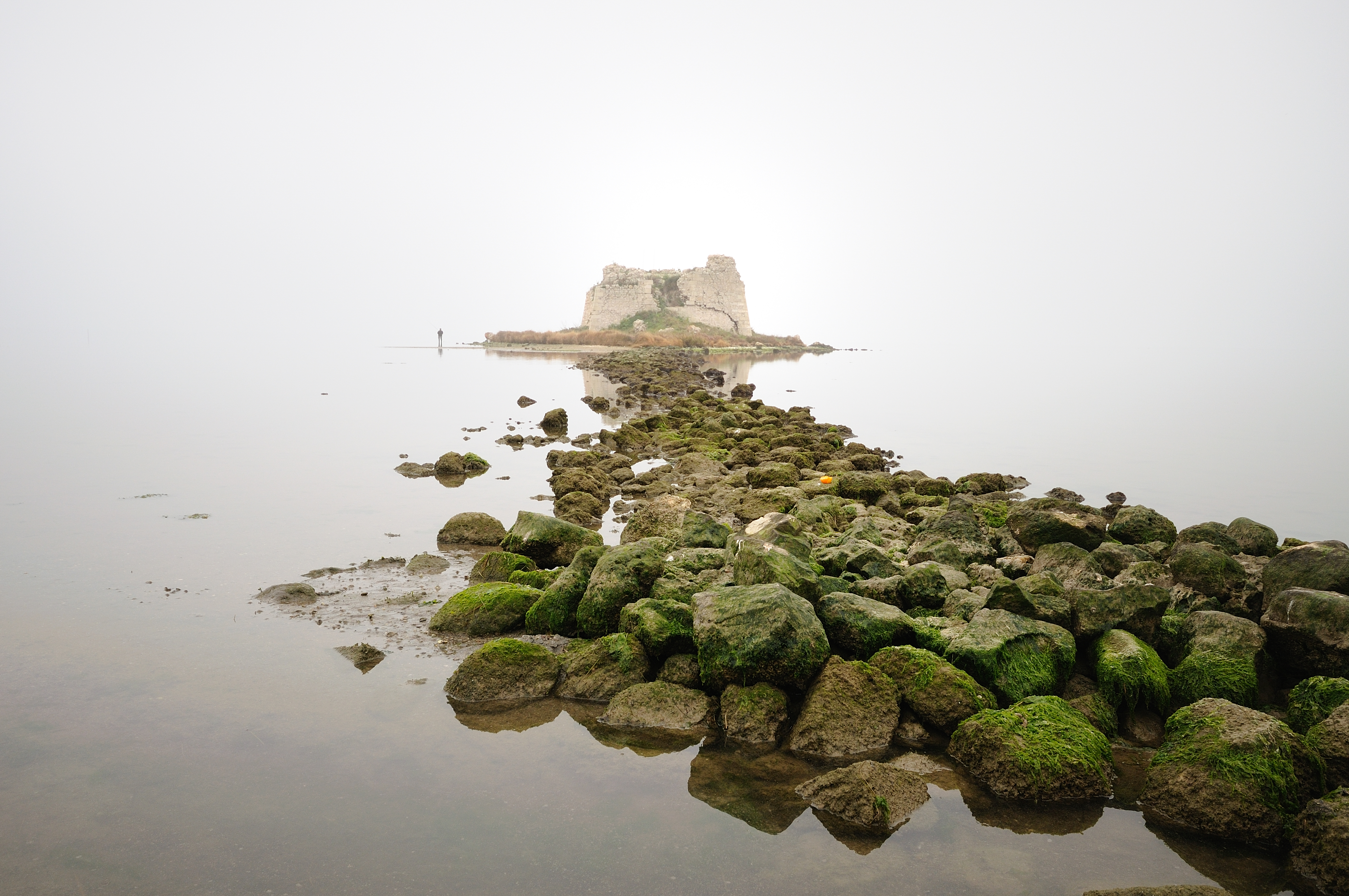
Terraplè d'accés a la torre

Degut als moviments de terres en el delta de l'Ebre, actualment la torre és a uns 50 metres mar endins, en una zona de poca profunditat a la badia dels Alfacs, en el Parc Natural del Delta de l'Ebre. Està situada a la costa meridional del delta, vora l'Encanyissada, a l'est de la punta de Sant Joan. S'hi s'accedeix amb gran dificultat per un terraplè de pedres soltes anegat des de Poblenou del Delta.
És de planta quadrada de grans dimensions i poca altura, de forma tronco piramidal (peraltada) i paraments lleugerament convexes. Actualment només queda la part inferior i massissa de la torre. Ha desaparegut la planta (quarter de tropa) i la terrassa superior (bateria), així com tots els elements de defensa originals.

## Història
L'any 1576, el rei Felip II va ordenar construir el conjunt de les Torres dels Alfacs per protegir aquest port contra la pirateria sarraïna. De les quatre torres previstes es van fer la del Codonyol i la de Sant Joan, mentre es van quedar en projecte les del Carregador i la de la punta del Luet o Sant Cristòfol.
Va estar en funcionament durant uns 250 anys, amb una guarnició de 12 persones, vivint diversos episodis durant la Guerra dels Segadors (1640-1652) i durant la Guerra del Francès (1808-1814), quan fou probablement destruïda per l'armada britànica, per trencar la línia de comunicació costanera de l'exèrcit francès, o volada pel mateix exèrcit francès durant la retirada.
Entre el març i maig del 1938, algunes famílies de Sant Carles de la Ràpita s'hi van refugiar davant l'avanç del front de Guerra Civil espanyola. Encara que pertany al municipi d'Amposta, històricament es troba molt lligada a Sant Carles de la Ràpita.
En la dècada del 1950 es van desmantellar les grans peces de carreu emprant-les per a la construcció dels edificis de Poblenou.